# زیبا، کثیف، ثروتمند
«زیبا، کثیف، ثروتمند» (به انگلیسی: Beautiful, Dirty, Rich) ترانه‌ای از هنرمند اهل ایالات متحده آمریکا لیدی گاگا است که در ۱۶ سپتامبر ۲۰۰۸ منتشر شد. این ترانه در آلبوم شهرت (آلبوم) قرار داشت.